# Viktor Alonen
Viktor Alonen (ur. 21 marca 1969 w Viljandi) – estoński piłkarz grający na pozycji bocznego obrońcy.

## Kariera klubowa
Karierę piłkarską rozpoczął w klubie Tallinna FC Flora. W 1992 roku zadebiutował w jego barwach w pierwszej lidze estońskiej. W sezonach 1993/1994, 1999/1995, 1997/1998, 1998 i 2001 został z Florą mistrzem Estonii. Zdobył też dwa Puchary Estonii w latach 1995 i 1998 oraz Superpuchar Estonii w 1998 roku. W 1995 roku był wypożyczony z Flory do Pärnu JK Tervis.
W 2001 roku odszedł z Flory do Viljandi JK Tulevik. Grał w nim do końca 2003 roku. W 2004 roku odszedł do zespołu JK Narva Trans, a w 2005 roku został zawodnikiem FC Kuressaare. W 2006 roku grał z Kuressaare w pierwszej lidze. W 2007 roku odszedł do drugoligowego Türi Ganvix.
| Sezon   | Klub                | Kraj    | Rozgrywki    | Mecze | Bramki |
| ------- | ------------------- | ------- | ------------ | ----- | ------ |
| 1992/93 | Tallinna FC Flora   | Estonia | Meistriliiga | 16    | 0      |
| 1993/94 | Tallinna FC Flora   | Estonia | Meistriliiga | 15    | 2      |
| 1994/95 | Tallinna FC Flora   | Estonia | Meistriliiga | 21    | 5      |
| 1995/96 | Tallinna FC Flora   | Estonia | Meistriliiga | 5     | 0      |
| 1995/96 | Pärnu Tervis        | Estonia | Meistriliiga | 7     | 1      |
| 1996/97 | Tallinna FC Flora   | Estonia | Meistriliiga | 20    | 0      |
| 1997/98 | Tallinna FC Flora   | Estonia | Meistriliiga | 17    | 1      |
| 1998    | Tallinna FC Flora   | Estonia | Meistriliiga | 13    | 0      |
| 1999    | Tallinna FC Flora   | Estonia | Meistriliiga | 25    | 2      |
| 2000    | Tallinna FC Flora   | Estonia | Meistriliiga | 19    | 2      |
| 2001    | Tallinna FC Flora   | Estonia | Meistriliiga | 2     | 0      |
| 2001    | Viljandi JK Tulevik | Estonia | Meistriliiga | 24    | 1      |
| 2002    | Viljandi JK Tulevik | Estonia | Meistriliiga | 26    | 0      |
| 2003    | Viljandi JK Tulevik | Estonia | Meistriliiga | 24    | 5      |
| 2004    | JK Narva Trans      | Estonia | Meistriliiga | 12    | 2      |
| 2005    | FC Kuressaare       | Estonia | Meistriliiga | 31    | 3      |
| 2006    | FC Kuressaare       | Estonia | Esiliiga     | 28    | 4      |
| 2007    | FC Kuressaare       | Estonia | Meistriliiga | 29    | 0      |
| 2008    | Türi Ganvix         | Estonia | II. liga     | 14    | 0      |
| 2009    | Türi Ganvix         | Estonia | II. liga     | 23    | 1      |
| 2010    | Türi Ganvix         | Estonia | II. liga     | 18    | 0      |
| 2011    | Türi Ganvix         | Estonia | II. liga     | 12    | 0      |

## Kariera reprezentacyjna
W reprezentacji Estonii zadebiutował 3 czerwca 1992 roku w zremisowanym 1:1 towarzyskim meczu ze Słowenią, rozegranym w Tallinnie. W swojej karierze grał w: eliminacjach do MŚ 1994, Euro 96, MŚ 1998, Euro 2000 i MŚ 2002. Od 1992 do 2001 roku rozegrał w kadrze narodowej 71 meczów.